# Cordilheira Ocidental (Colômbia)

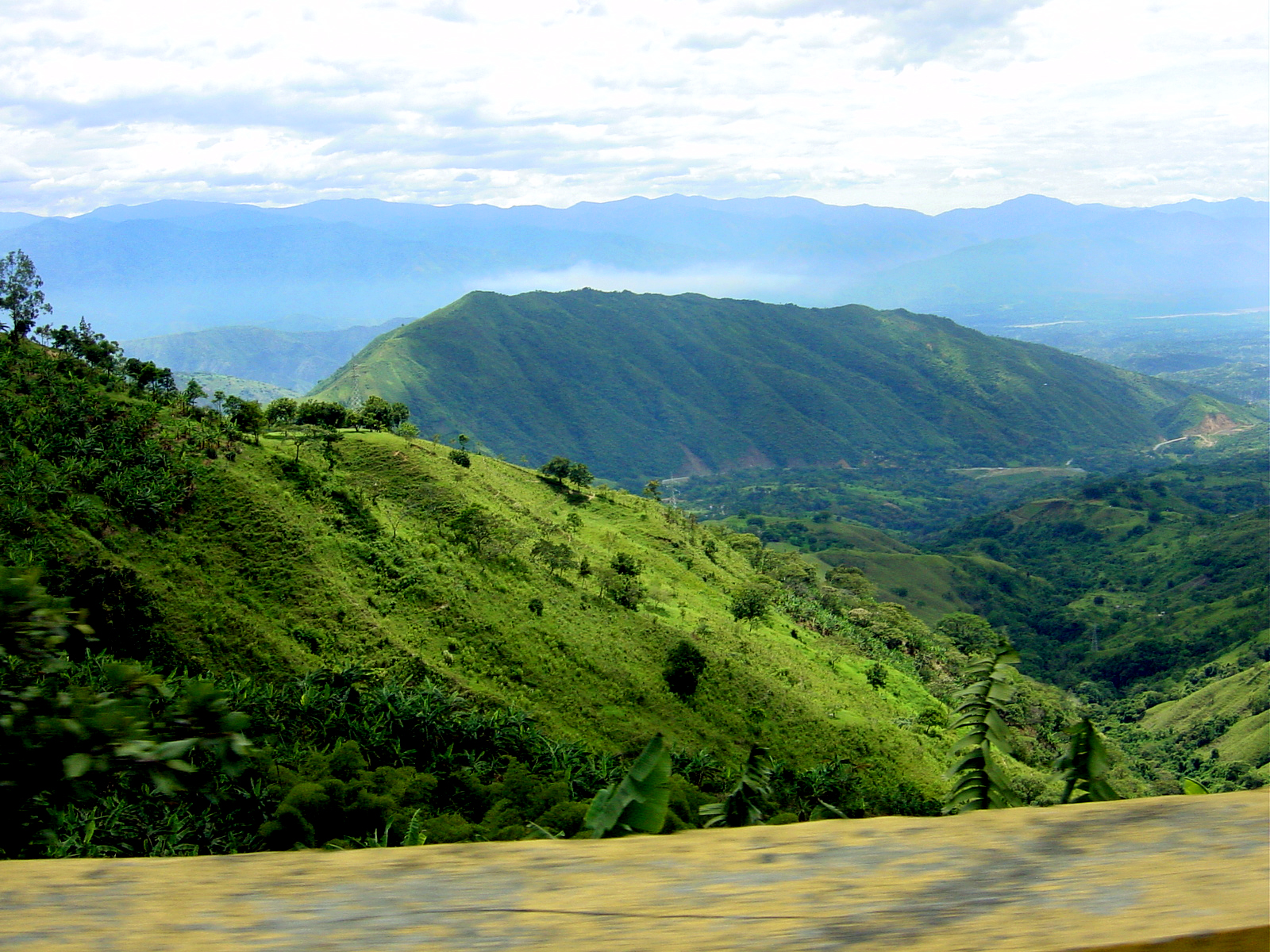
Vista da Cordilheira Ocidental

A Cordilheira Ocidental é um dos três principais ramais em que é dividido a Cordilheira dos Andes na Colômbia.